# Anna Sophia Holmstedt
Anna Sophia Holmstedt, senare Bleumortier, född 1759, död 22 oktober 1807, var en svensk balettdansare och översättare.
Sophia Holmstedt var anställd vid Kungliga Baletten vid Operan från 1773. Hon översatte vid femton års ålder 1774 den franska komedin Slafhandlaren i Smirna av Chamfort i samarbete med Olof Kexél på "ovanligt vacker och ledig svenska". Den uppfördes på Munkbroteatern måndagen 24 oktober 1774 tillägnad Gustav III och då var en "verklig nyhet". Hon fick mycket beröm under sin samtid och ansågs som "ett vittert fruntimmer", en beteckning man också gav Anna Maria Lenngren. Då Olof Kexél grundade det backanaliska ordenssällskapet Par Bricole 1779 utvaldes Sofiadagen som dess dag.
Hon gifte sig med källarmästaren Johan Gustaf Bleaumortier